# Karl Brüning (Schauspieler)
Karl Brüning, eigentlich Johann Dietrich Brünings (* 1808 in Bremen; † 14. Februar 1870 in Sankt Petersburg, Russisches Kaiserreich) war ein deutscher Theaterschauspieler.

## Leben
Brüning trat schon als Knabe am Theater seiner Vaterstadt auf und bildete sich langsam zum Sänger aus. Sein erstes Engagement war am Hoftheater in Detmold, wo er sich mehr dem Schauspiel zuwandte, 1832 kam er ans Hoftheater in Hannover, 1834 nach Aachen, 1836 nach Dresden, 1838 nach Hamburg und 1848 nach St. Petersburg. Dort war er ununterbrochen bis zu seinem Tod tätig.
Brüning zählte vor allem als Bonvivant und später in Väterrollen zu den beliebtesten Ensemblemitgliedern sowohl in Hamburg als auch in St. Petersburg. Durch seine männliche, schöne Gestalt, sein klangvolles Organ und ein ausgeprägtes Charakterisierungsvermögen errang er sich, überwiegend während der letzten 25 Jahre seiner künstlerischen Laufbahn, einen geachteten und geschätzten Namen.
Brüning war viermal verheiratet. Seine erste Ehe mit der Schauspielerin wurde kurz nach der Schließung wieder geschieden. Dann heiratete er 1833 die Schauspielerin von Palmstein, genannt „Seeberg“, geschiedene Henriette Peuckert (geboren am 8. Februar 1809 in Dresden), trennte sich jedoch 1839 von ihr und schloss am 17. März 1840 die Ehe mit der bekannten Schauspielerin Ida Wohlbrück (damit war deren Vater Gustav Friedrich Wohlbrück sein Schwiegervater), aber auch diese Ehe wurde bereits im nächsten Jahr geschieden. Am 12. Oktober 1847 heiratete Brüning in vierter Ehe die Schauspielerin Konstanze Winter (geboren 1825 in München).